# Döschnitz
Döschnitz ist eine Gemeinde im Landkreis Saalfeld-Rudolstadt in Thüringen. Die Gemeinde gehört der Verwaltungsgemeinschaft Schwarzatal an, die ihren Verwaltungssitz in der Stadt Schwarzatal hat.

## Geografie
Döschnitz, bis 2015 staatlich anerkannter Erholungsort, liegt im Tal der Weißen Sorbitz im Naturpark Thüringer Wald.

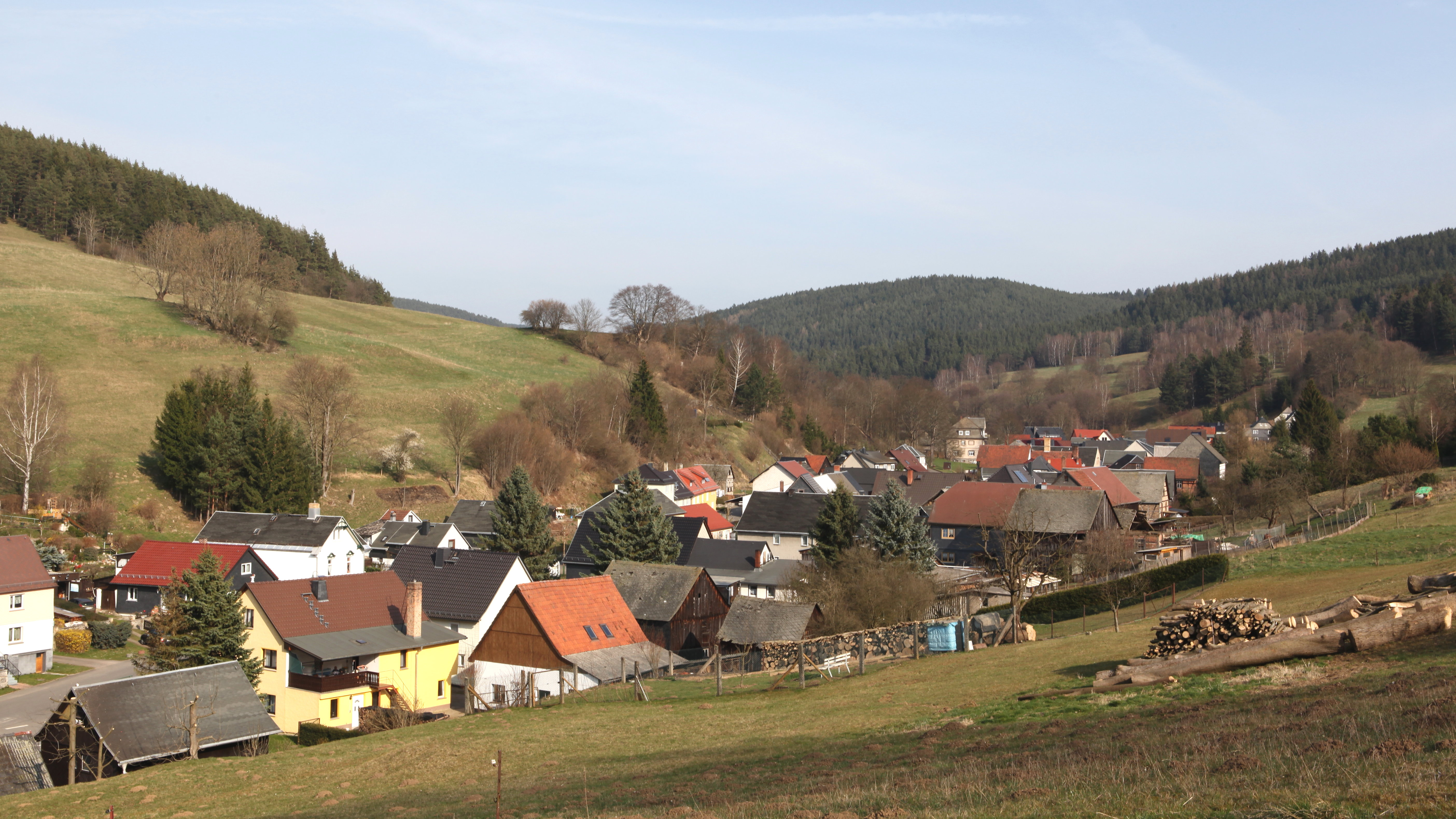
Östlicher Ortsteil

### Gemeindegliederung
Zur Gemeinde Döschnitz gehört der Ortsteil Bockschmiede.

## Geschichte
Der Ursprung der Besiedelung von Döschnitz ist unbekannt, doch gibt es Hinweise, dass der Ort schon zur Zeit der frühen slawischen Rodungssiedlung im Thüringer Wald ab dem 9. Jahrhundert entstand. Die erste Erwähnung des Ortes erfolgte jedoch erst als Tschitz im Jahr 1422. Der Ort war mangels fruchtbarer landwirtschaftlicher Flächen in früheren Zeiten zunächst von Forstwirtschaft sowie Schiefer-, Eisenerz- und Kalksteinabbau geprägt. Bereits im 15. Jahrhundert existierte eine bis 1862 bestehende Hammerschmiede. Nach dem Dreißigjährigen Krieg, durch den auch Döschnitz in Mitleidenschaft gezogen wurde, erlangte der Olitätenhandel an Bedeutung, außerdem wurde der Eisenerzabbau intensiviert und 1849 ein Schleifwerk für den vor Ort abgebauten Kalkstein (Döschnitzer Marmor genannt) errichtet. Der Abbau von Erzen und Gesteinen erlitt jedoch schon im 19. und frühen 20. Jahrhundert einen Niedergang. Bis 1918 gehörte der Ort zur Oberherrschaft des Fürstentums Schwarzburg-Rudolstadt.
Zu DDR-Zeiten wurde in Döschnitz vermehrt Landwirtschaft und insbesondere Viehhaltung betrieben, außerdem gewann in jener Zeit auch der Fremdenverkehr bzw. das Erholungswesen an Bedeutung.

## Politik

### Gemeinderat
Der Rat der Gemeinde Döschnitz besteht aus 6 Ratsfrauen und Ratsherren, die seit der Gemeinderatswahl am 26. Mai 2019 alle dem Wahlvorschlag „Freie Wähler“ angehören.

### Bürgermeister
Der ehrenamtliche Bürgermeister ist seit 2016 Klaus Biehl, er wurde zuletzt am 12. Juni 2022 im Amt bestätigt.

## Kirche
Die evangelische Kirchengemeinde Döschnitz gehört zum Kirchspiel Döschnitz-Lichte mit den Kirchengemeinden Döschnitz, Meura, Sitzendorf, Unterweißbach und Schwarzburg sowie Lichte-Wallendorf, Piesau und Schmiedefeld. Die Dorfkirche Döschnitz weist einen barocken Altar aus Döschnitzer Marmor auf.

## Persönlichkeiten
- Georg Schoeler (1793–1865), Schulmann[5]
- Ferdinand Höfer (1811–1878), Arzt, Lexikograph und Schriftsteller.